# NGC 1632
NGC 1632 este o galaxie lenticulară situată în constelația Eridanul. A fost descoperită în 1886 de către Frank Muller. Se află la o distanță de 68,55 de megaparseci de Pământ.